# Espondilitis anquilosante
La espondilitis anquilosante, también llamada mal de Béjterev, mal de Béjterev-Strümpell-Marie, espondilitis reumática y espondilitis anquilopoyética, es una enfermedad autoinmune reumática crónica, de causa desconocida, caracterizada por dolores y endurecimiento paulatino de las articulaciones. Pertenece al grupo de las llamadas espondilopatías o espondiloartropatías seronegativas. Seronegativas porque el resultado del análisis de sangre FR (factor reumatoide) es negativo, a diferencia de la artritis reumatoide que es positivo. Las espondiloartropatías incluyen la espondilitis anquilosante, las artritis reactivas, la artritis psoriásica, la artritis de la enfermedad inflamatoria intestinal, un subgrupo de artritis crónica juvenil y las espondiloartritis indiferenciadas.
Afecta principalmente a la columna vertebral, a los ligamentos, inflamación denominada entesitis de la musculatura esquelética, en especial en la zonas cervical, lumbar, y la  articulación sacroilíaca, pero puede afectar también otras articulaciones del cuerpo como la cadera, rodillas, hombros y el talón de Aquiles. Durante el desarrollo de la enfermedad pueden aparecer también inflamaciones oculares en el iris (iritis) y en la úvea (uveítis) anterior. También pueden ser afectados otros órganos como los riñones, pulmones y corazón.
Las personas con espondiloartritis suelen tener inflamación intestinal crónica, que normalmente no produce síntomas digestivos. Una parte de ellas puede desarrollar una enfermedad similar a la enfermedad de Crohn. Se ha demostrado en ciertos casos una relación con la sensibilidad al gluten no celíaca y la mejoría de los síntomas de la espondilitis anquilosante mediante la dieta sin gluten.

## Epidemiología
La espondilitis anquilosante es una de las formas más frecuentes de las espondiloartropatías. Según un estudio realizado con donantes de sangre en la ciudad de Berlín, se calcula que aproximadamente el 1,9 % de la población alemana padece de esta enfermedad. No es sabido si esta cifra puede proyectarse al resto de la población mundial, pero la probabilidad es bastante elevada. En muchos casos la enfermedad se presenta con síntomas muy leves, lo que dificulta mucho su diagnóstico e imposibilita una estadística relevante. La Sociedad Alemana de Morbus Bechterew menciona de 100 000 a 150 000 casos diagnosticados en el país.
Antiguamente se creía que la enfermedad se presentaba con el triple de frecuencia en los hombres que en las mujeres. Este error se debe a que la enfermedad se presenta con síntomas más ligeros en las mujeres que en los hombres —por lo menos en lo que se refiere a osificación o endurecimiento de la columna vertebral—. Los primeros síntomas aparecen por lo general entre los 20 y los 25 años de edad, y solo en el 5 % de los casos después de los 40. La aparición de la enfermedad está estrechamente relacionada con el HLA-B27, un antígeno que parece desempeñar un papel muy importante en la función del sistema inmunitario. Por esta razón se supone que se trata de un mal hereditario. Si bien el HLA-B27 es el gen más conocido en este contexto, no se puede descartar la posibilidad de que otros genes también estén involucrados en la transmisión hereditaria de la enfermedad.
Algunos de los pioneros en la investigación de la espondilitis anquilosante fueron Vladímir Béjterev, Pierre Marie, André Leri y Adolf von Strümpell.

## Diagnóstico

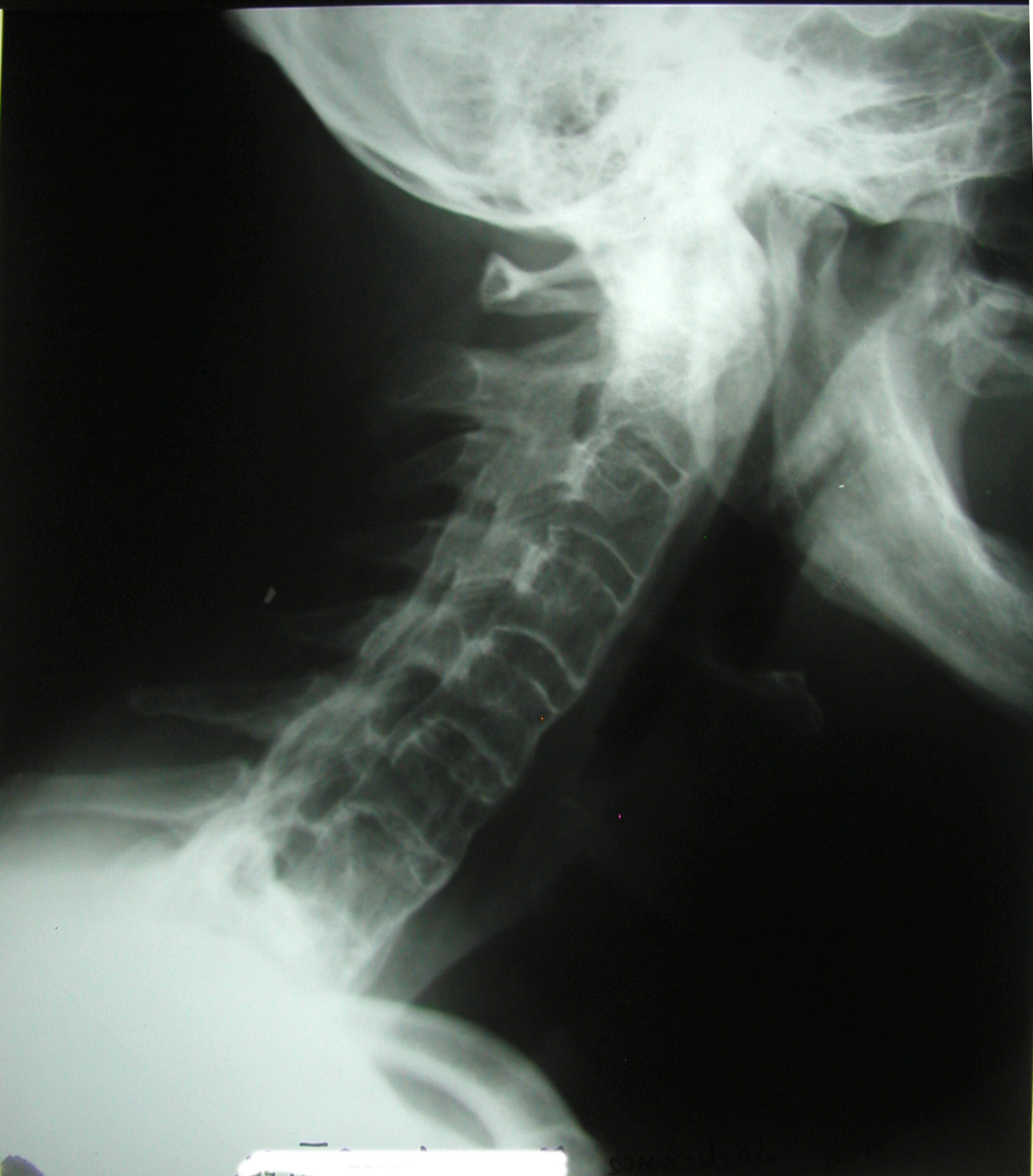
Deformaciones en la columna vertebral cervical en casos avanzados de espondilitis anquilosante.

Desde la aparición de los primeros síntomas hasta el diagnóstico definitivo suelen transcurrir, según la asociación alemana de Morbus Bechterew, entre 5 y 7 años, y en algunos casos aislados hasta 15 años, lo que puede evitarse con estudios sistemáticos. Se recomienda un análisis específico cuando se sufre de dolores de espalda por un lapso superior a los tres meses antes de haber cumplido los 45 años de edad. Los síntomas característicos son los siguientes:
- Dolor agudo de espalda de madrugada.
- Rigidez matutina de al menos una hora de duración.
- Los síntomas disminuyen con el movimiento.

Las limitaciones motrices típicas de la enfermedad pueden medirse con bastante precisión con métodos simples (test de Schober, test de Ott, medición de la distancia del mentón al esternón, medición de la distancia entre la parte posterior de la cabeza y la pared, medición de la reducción paulatina del volumen pulmonar). Un diagnóstico seguro se puede obtener con la ayuda de un estudio de la pelvis, en particular la articulación sacroiliaca, con ayuda de la resonancia magnética. El factor reumatoide es negativo en el 100 % de los casos, lo que diferencia esta enfermedad de las artritis reumatoides. El 90 % de los pacientes afectados presentan el antígeno HLA-B27 positivo. Como este gen aparece en casi el 9 % de la población mundial, no alcanza con su detección para establecer un diagnóstico seguro. Los parámetros inflamatorios CRP y VSG muestran en un 50 % de los casos una cierta actividad inflamatoria en el paciente, pero no son concluyentes como lo es la presencia de esclerosis subcondral o inflamación en las articulaciones sacroíliacas y en la pelvis.

## Tratamiento

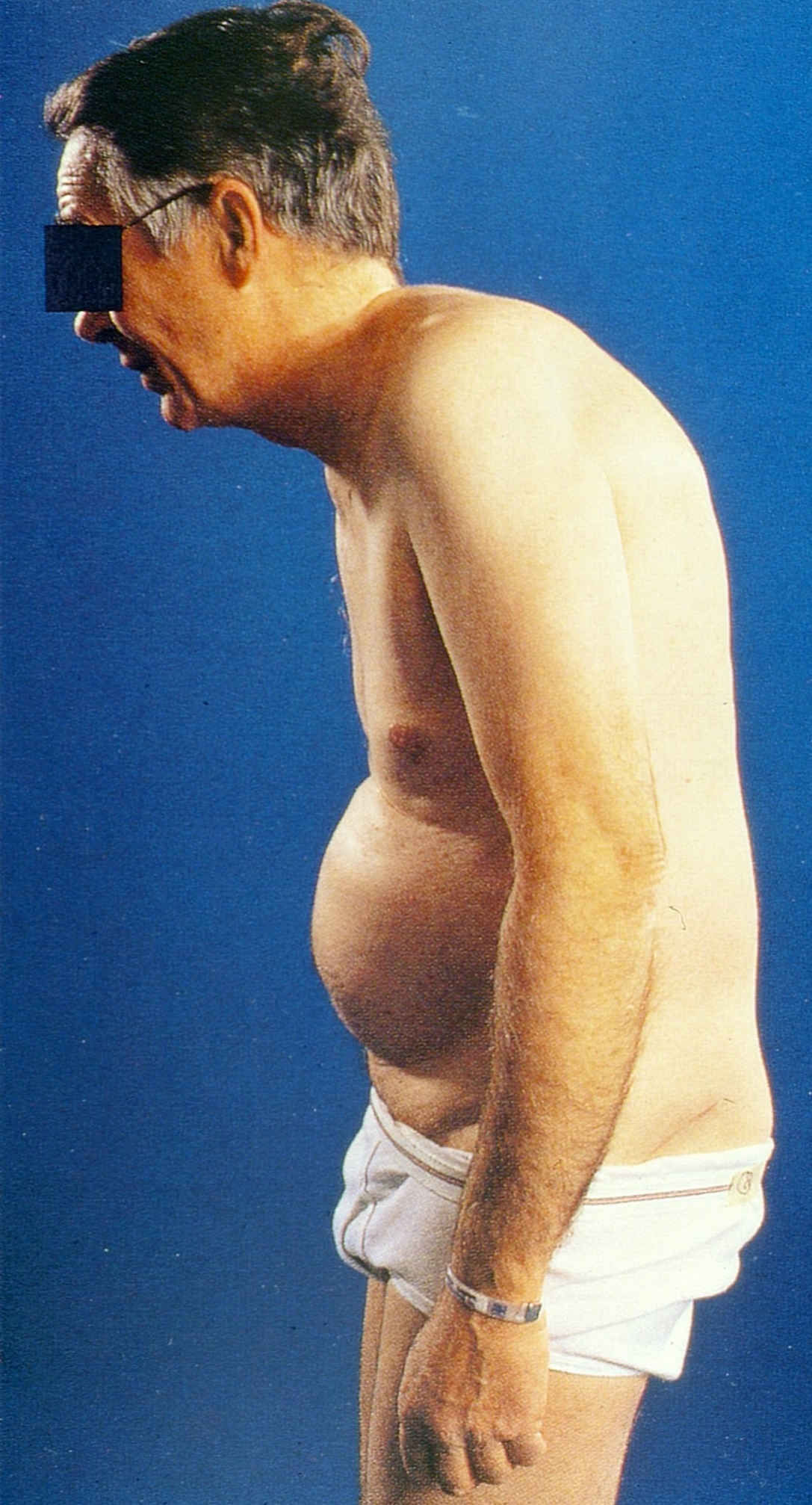
Cifosis torácica rígida con el denominado "vientre comprimido" en la espondilitis anquilosante

En el tratamiento de la espondilitis anquilosante juegan un papel fundamental la gimnasia y la fisioterapia en la reeducación postural global, para así conservar la movilidad de las articulaciones y evitar la deformación paulatina de la columna vertebral (cifosis), aun cuando el ejercicio pueda resultar algo doloroso para el paciente afectado. Especialmente recomendables son los ejercicios de extensión, como Yoga o Pilates.
El tratamiento de base es la sulfasalazina o sulfapiridina, medicamento inmunomodulador que reduce la inflamación en las articulaciones. Desde el año 2003 existen los denominados "biológicos", como el medicamento Enbrel (Amgen, Etanercept, Infliximab), un preparado de la familia de los TNF-alpha-Bloqueadores (TNF = Factor de necrosis tumoral) que reduce los procesos inflamatorios. Asimismo, podemos tomar distintos estudios que demuestran que Adalimumab, el primer anticuerpo monoclonal totalmente humano, posibilita la reducción de los signos y síntomas, induciendo una importante respuesta clínica en pacientes con Espondilitis Anquilosante Activa. El Adalimumab se une específicamente al factor de necrosis tumoral FNT alfa, pero no a la linfotoxina (FNT- beta) y neutraliza la función biológica de este mediante el bloqueo de su interacción con los receptores p55 y p75 para FNT en la superficie celular.  Con estos medicamentos, por ahora muy costosos, se han obtenido muy buenos resultados, aunque todavía no existen estudios a largo plazo que garanticen su utilización segura.
Antes de su aparición se utilizaban los antiinflamatorios no esteroideos (AINEs) como indometacina y sulfasalazina, o metotrexato para reducir los dolores y controlar los procesos inflamatorios. Existen también estudios que mencionan el tratamiento con pamidronato, talidomida y con el isótopo radioactivo radio 224. En los casos muy avanzados existe también una solución quirúrgica, en la que las vértebras que adquirieron rigidez son fracturadas y vueltas a sujetar en la posición correcta con placas metálicas. Esta operación es complicada y de alto riesgo, pero puede mejorar considerablemente la calidad de vida del paciente.

### Dieta sin gluten
La inflamación intestinal crónica, que puede no producir síntomas digestivos, es común en las personas con espondilitis anquilosante y en ciertos casos puede estar relacionada con la sensibilidad al gluten no celíaca.
En 2016, el reumatólogo español Carlos Isasi documentó la mejoría o remisión completa del dolor de espalda en cuatro pacientes mediante la retirada estricta del gluten de la dieta (dieta sin gluten). Todos ellos experimentaron un empeoramiento al someterse a una prueba de provocación (reintroducción del gluten).

### Dieta sin almidón
El grupo de investigación dirigido por el inmunólogo londinense Alan Ebringer planteó la hipótesis de que la bacteria Klebsiella pneumoniae es uno de los desencadenates  principales de la hiperreacción del sistema inmunitario en el caso de las espondiloartropatías. Esta propuesta, sin embargo, no es aceptada por la mayor parte de los especialistas en reumatología que no la tienen en consideración.
La Klebsiella pneumoniae reside en el intestino grueso y se nutre de polisacáridos y del almidón que, por su compleja estructura, no puede ser digerido completamente en el intestino delgado. Ebringer ha propuesto suprimir el almidón de la dieta para lograr disminuir la población de Klebsiellas en el organismo e intentar mejorar los síntomas. Sin embargo esta teoría no ha quedado demostrada según las principales sociedades científicas que la consideran desfasada y no aconsejan como tratamiento la dieta sin almidón, por no considerarla útil y disponer sin embargo en la actualidad de medicamentos eficaces probados en estudios basados en pruebas sólidas y metodología estricta.